# One Fine Day
One Fine Day (bra: Um Dia Especial; prt: Um Dia em Grande) é um filme estado-unidense de 1996, do gênero comédia romântica, dirigido por Michael Hoffman.

## Elenco
- Michelle Pfeiffer como Melanie Parker
- George Clooney como Jack Taylor
- Mae Whitman como Maggie Taylor
- Alex D. Linz como Sammy Parker
- Charles Durning como Lew
- Jon Robin Baitz como Mr. Yates, Jr.
- Ellen Greene como Mrs. Elaine Lieberman
- Joe Grifasi como Manny Feldstein
- Pete Hamill como Frank Burroughs
- Anna Maria Horsford como Evelyn
- Gregory Jbara como Freddy
- Sheila Kelley como Kristen
- Barry Kivel como Mr. Yates, Sr.
- Robert Klein como Dr. Martin
- George Martin como Mr. Smith Leland

## Recepção da crítica
One Fine Day teve recepção mista por parte da crítica especializada. No Rotten Tomatoes, possui uma pontuação de 47% em base de 30 avaliações. Tem 67% de aprovação por parte da audiência, usada para calcular a aprovação do público a partir de votos dos usuários do site.